# 春福大根
春福大根（はるふくだいこん）は、ダイコンの一種。

## 概要
愛知県清洲町において、晩生秋蒔の品種として発見されたという。来歴およびその発祥については詳らかになっておらず、清須町内のある人物の畑で、積雪にかかわらず枯死しない個体が発生したために、それを採種して配ったという口伝があるのみであるという。春福大根は、収入となる産品が少ない早春の農家の収入源であることから命名されたものである。『大正昭和名古屋市史』は、当時の名古屋市内の栽培地として、日比津町・堀越町・稲生町の庄内川中洲および沿岸を挙げている。